# 下呂站

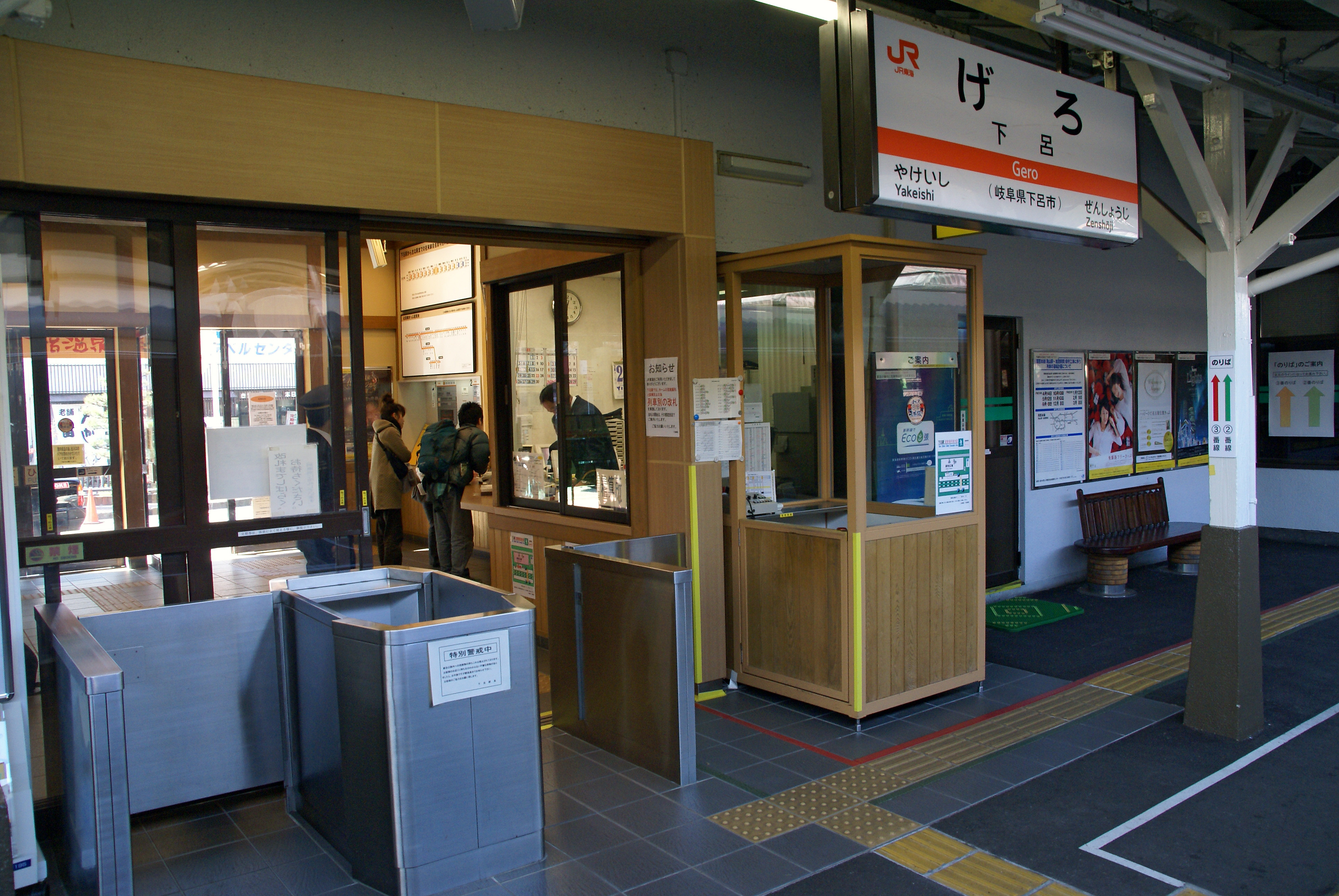
改札口（2007年11月24日）

下呂站（日语：／ Gero eki */?）是位於日本岐阜縣下呂市幸田字下小瀨的東海旅客鐵道（JR東海）高山本線鐵道車站。
有著「天下三名泉」稱呼的日本屈指溫泉地、下呂溫泉的玄關口車站。特急「飛驒」（ひだ）停車站、使用者大多為觀光客。

## 車站構造
單式月台1面1線、島式月台1面2線、計2面3線的地上車站。為方便乘客、列車交會場合之外、多在1號線入線。
站長、站員配置站（直營站）。管理站、負責燒石 - 飛驒宮田間各站的管理。綠色窗口設置站。

### 月台配置
| 月台 | 路線     | 方向 | 目的地             |
| ---- | -------- | ---- | ------------------ |
| 1－3 | 高山本線 | 下行 | 高山、富山方向     |
| 1－3 | 高山本線 | 上行 | 美濃太田、岐阜方向 |

## 車站周邊
下呂溫泉的玄關口、經過下呂大橋就是下呂溫泉的溫泉街。
2004年3月1日、益田郡萩原町、小坂町、下呂町、金山町、馬瀨村共合計4町1村合併成的下呂市之代表車站、接近市役所。
- 岐阜縣立下呂溫泉病院
- 温泉噴泉地（河原露天風呂）
- 飛驒川
- 國道41號
- 六見橋

## 历史
- 1930年（昭和5年）11月2日 - 高山線（1934年改名高山本線）往燒石站延伸之際、為終着點開業。旅客及貨物取扱開始。
- 1931年（昭和6年）5月9日 - 高山線往飛驒萩原站延伸。成為途中站。
- 1953年（昭和28年）5月1日 - 貨物取扱廢止。
- 1987年（昭和62年）4月1日 - 國鐵分割民營化成為東海旅客鐵道（JR東海）車站。

## 相鄰車站
※特急「飛驒」的相鄰停靠站參見列車條目。
東海旅客鐵道
 高山本線
■普通（速達列車、只限早上上行與深夜下行運行）
燒石－下呂（CG16）－飛驒萩原
■普通（各站停車）
燒石－（少野信號場）－下呂（CG16）－禪昌寺
※另外、本站起往燒石方、含速達列車的全部普通列車各站皆停車。

## 外部連結
- 下呂 - 東海旅客鐵道